# Aviva
Aviva este o companie multinațională financiară din Marea Britanie, care este unul dintre liderii la nivel mondial în domeniile asigurărilor și pensiilor.
Compania activează în sectorul economiilor pe termen lung, administrare de fonduri și asigurări generale și a raportat vânzari la nivel global în valoare de 41,5 miliarde lire sterline și active în administrare în valoare de 364 miliarde lire sterline în anul 2006. Are aproximativ 33 de milioane de clienți în 16 țări. În plus, Aviva se concentrează pe cinci piețe din Europa și în Asia, compania se concentrează pe piețele în creștere ale Chinei și Asia de Sud-Est. Aviva este de asemenea al doilea asigurător general în Canada. Aviva are o listă principală pe Bursa de valori din Londra și este o componentă a indicelui FTSE 100.

## Aviva în România
Aviva este prezentă și în România, prin asigurări și pensii private, fiind reprezentată de Aviva Grup Romania.
În noiembrie 2007, Aviva Grup Romania a achiziționat societatea de administrare a investițiilor Certinvest care avea active în administrare de 68,6 milioane lei.
Aviva Investors Certinvest administrează 4 fonduri deschise de investiții, precum și un fond închis de investiții, Everest Aviva Certinvest.
De asemenea Aviva Investors este prezentă pe piața românească prin Aviva Investors România, care administrează fondul închis de investiții Aviva Investors Leader.